# I Vendicatori (serie animata)
I Vendicatori (The Avengers: United They Stand) è una serie televisiva di cartoni animati basata sul supergruppo omonimo dei fumetti Marvel Comics, prodotta da Saban Entertainment e Marvel Studios e trasmessa tra il 1999 e il 2000. Come già accaduto a Silver Surfer e in seguito anche a Spider-Man e Spider-Man: The New Animated Series, anche questa serie consta di una sola stagione di 13 episodi, rimanendo con un finale in sospeso. Viene spesso considerata una delle peggiori serie a cartoni animati della Marvel Comics mai prodotta. Nel 2013 la serie fu trasmessa dal canale K2.
In questa serie i membri dei Vendicatori sono Ant-Man, Wasp, Occhio di Falco, Falcon, Tigra, Visione, Scarlet e Wonder Man (anche se quest'ultimo non compare in molti episodi). Sono apparsi anche gli altri personaggi dei fumetti come Iron Man, Capitan America, Namor, Ultron, Kang il Conquistatore, il Barone Zemo, e i membri dello Zodiaco, nonché il maggiordomo Edwin Jarvis. Il personaggio di Thor, pur apparendo brevemente nella sigla e in alcune immagini all'interno degli episodi, non compare mai di persona.
Secondo la nomenclatura del Multiverso Marvel, questa serie è ambientata nell'universo catalogato come Terra-730784.

## Personaggi

### Vendicatori
I Vendicatori (Avengers) sono un gruppo di supereroi fondato da Capitan America, Iron Man, Thor, Ant-Man e Wasp. Prima dell'inizio della serie sono entrati in squadra altri membri e i primi tre hanno lasciato il gruppo.
- Henry Pym/Ant-Man: brillante scienziato, marito di Wasp e cofondatore dei Vendicatori. Grazie all'utilizzo delle particelle Pym è in grado di modificare la propria grandezza, essendo così in grado di rimpicciolirsi o ingigantirsi a piacimento.
- Janet Van Dyne/Wasp: moglie di Ant-Man, originaria di una ricca famiglia, e cofondatrice dei Vendicatori. Grazie alle particelle Pym è in grado di rimpicciolirsi a piacimento. Grazie alla sua particolare tuta è inoltre in grado di volare.
- Clint Barton/Occhio di Falco (Hawkeye):[N 2] infallibile arciere che in passato ha lavorato in un circo. È un grande amico di Wonder Man, mentre non è in buoni rapporti con Falcon.
- Sam Wilson/Falcon: supereroe in grado di volare, che si è unito ai Vendicatori come ultimo membro insieme a Visione. Viene sempre accompagnato dal falco Redwing.
- Greer Grant/Tigra: donna che è stata trasformata in un felino umanoide. Grazie a ciò è diventata molto agile, sviluppando però un'innata paura per l'acqua.
- Wanda Maximoff/Scarlet (Scarlet Witch):[N 2] donna dotata di poteri magici, che ha perfezionato grazie agli insegnamenti della sua maestra Agatha Harkness. Ha una relazione amorosa con Wonder Man.
- Simon Williams/Wonder Man: uomo dotato di una forza sovrumana. Durante la maggior parte della serie è privo di sensi a seguito di uno scontro con i robot di Ultron, venendo risvegliato negli ultimi episodi, ma solo temporaneamente. Ha una relazione amorosa con Scarlet.
- Visione (Vision):[N 2] androide creato da Ultron. Inizialmente segue i suoi ordini, ma poi Ant-Man riesce a inserire al suo interno la coscienza di Wonder Man, rendendolo così buono e facendolo entrare nei Vendicatori. Dato che prova le stesse emozioni di Wonder Man, sembra provare dei sentimenti per Scarlet.

### Alleati
- Steve Rogers/Capitan America (Captain America)
- Tony Stark/Iron Man
- Thor
- Namor/Sub-Mariner
- Agatha Harkness

### Nemici
- Ultron
- Kang il Conquistatore (Kang the Conqueror)
- Maynard Tiboldt/Ringmaster
- Jacques Duquesne/Spadaccino (Swordsman)[N 2]
- Helmut Zemo/il Barone Zemo (Baron Zemo)[N 3]
- Attuma
- Lo Zodiaco
- Elihas Starr/Testa d'Uovo (Egghead)[N 2]
- Eric Williams/il Sinistro Mietitore (Grim Reaper)
- Nicholas Scratch

### Altri
- Edwin Jarvis
- Raymond Sikorskij

## Episodi
| Stagione       | Episodi | Prima TV Stati Uniti |
| -------------- | ------- | -------------------- |
| Prima stagione | 13      | 1999-2000            |

## Doppiaggio
| Personaggio                  | Doppiatore originale  | Doppiatore italiano |
| ---------------------------- | --------------------- | ------------------- |
| Henry Pym/Ant-Man            | Rod Wilson            | Giorgio Bonino      |
| Janet Van Dyne/Wasp          | Linda Ballantyne      | Elda Olivieri       |
| Clint Barton/Occhio di Falco | Tony Daniels          | Diego Sabre         |
| Sam Wilson/Falcon            | Martin Roach          | Claudio Moneta      |
| Greer Grant/Tigra            | Lenore Zann           | Patrizia Scianca    |
| Wanda Maximoff/Scarlet       | Stavroula Logothettis | Daniela Fava        |
| Visione                      | Ron Ruben             | Gianfranco Gamba    |
| Simon Williams/Wonder Man    | Hamish McEwan         | Maurizio Trombini   |
| Edwin Jarvis                 | Graham Harley         | Sergio Romanò       |
| Raymond Sikorskij            | Ray Landry            | Marco Balbi         |
| Ultron                       | John Stocker          | Mario Scarabelli    |
| Cornelius Van Lundt/Taurus   | Gerry Mendicino       | ?                   |
| Steve Rogers/Capitan America | Dan Chameroy          | ?                   |
| Tony Stark/Iron Man          | Francis Diakowsky     | ?                   |
| Kang il Conquistatore        | Ken Kramer            | Vittorio Bestoso    |
| Jacques Duquesne/Spadaccino  | Paul Essiembre        | Sergio Romanò       |
| Maynard Tiboldt/Ringmaster   | Normand Bissonette    | Oliviero Corbetta   |
| Helmut Zemo/Barone Zemo      | Phillip Shepherd      | Vittorio Bestoso    |
| Uomo Assorbente              | Oliver Becker         | Marco Balzarotti    |
| Namor/Sub-Mariner            | Raoul Trujillo        | Marco Balzarotti    |
| Attuma                       | Philip Akin           | ?                   |
| Elihas Starr/Testa d'Uovo    | Robert Latimer        | ?                   |

## Home-video

### Italia
In Italia i primi dieci episodi sono stati pubblicati nel 2008 nella collana in 20 DVD Gli imperdibili Cartoon Marvel - Incredibili supereroi, edita da La Gazzetta dello Sport.
Gli episodi sono stati così distribuiti:
- DVD 3: Finalmente uniti - Prima parte (ep. 1)
- DVD 4: Finalmente uniti - Seconda parte (ep. 2)
- DVD 6: Il prigioniero dell'obelisco (ep. 3)
- DVD 8: Corsa contro il tempo (ep. 10)
- DVD 10: Leale per sempre (ep. 4)
- DVD 12: La rivolta delle macchine (ep. 5)
- DVD 14: L'assalto al treno (ep. 6)
- DVD 15: Stelle cadenti (ep. 8)
- DVD 17: Macchinazione pericolosa (ep. 7)
- DVD 20: Missione di recupero (ep. 9)

## Opere derivate
Tra il novembre del 1999 e il giugno del 2000 è uscita una serie a fumetti ispirata alla serie, intitolata anch'essa The Avengers: United They Stand, che contiene storie originari non tratte dal cartone animato. Il fumetto è composto da sette numeri, più uno ulteriore fuori serie, uscito nel 1999, numerato come numero 1 e intitolato When Ultron Attacks!. La storia contenuta al suo interno è stata poi ristampata nell'ultimo numero della serie regolare.
La serie a fumetti è ambientata nell'universo Terra-730834.

### Personaggi esclusivi
Alcuni personaggi sono comparsi nella serie a fumetti nonostante fossero assenti nel cartone animato. Eccone un elenco:
- Natasha Romanoff/la Vedova Nera
- Il Barone Strucker
- L'HYDRA
- Nathan Garrett/il Cavaliere Nero
- Il Dottor Destino
- L'A.I.M.
- Taneleer Tivan/il Collezionista

### Albi
| Nº | Titolo di copertina               | Storie contenute                        | Data          |
| -- | --------------------------------- | --------------------------------------- | ------------- |
| 1  | Avengers Assemble!                | The Ultimate Creation                   | Novembre 1999 |
| 2  | Hail Hydra-- and Farewell!        | Hail and Farewell                       | Dicembre 1999 |
| 3  | Behold... the Vision!             | Re-Visions or It's a Wonderful Life!    | Gennaio 2000  |
| 4  | In the Grip of Doom!              | Losing Face                             | Febbraio 2000 |
| 5  | The Widow's Kiss?                 | Evil Scientists Stole My Love!          | Marzo 2000    |
| 6  | [ N 4 ]                           | Being Saved                             | Aprile 2000   |
| 7  | Packed with Dino-Fighting Action! | Angels and Demons and Gorillas, Oh My!! | Giugno 2000   |
| 7  | Packed with Dino-Fighting Action! | When Ultron Attacks!                    | Giugno 2000   |